# Liste der Landesstraßen in Baden-Württemberg ab der L 1000
Diese Liste enthält die Landesstraßen in Baden-Württemberg ab der L 1000. Es sind Landesstraßen im ehemaligen Regierungsbezirk Nordwürttemberg und in dessen unmittelbar angrenzenden Gebieten.
Diese Seite enthält die Landesstraßen bis zur L 1199. Die weiteren Landesstraßen stehen auf den folgenden Seiten:
- Liste der Landesstraßen in Baden-Württemberg ab der L 67
- Liste der Landesstraßen in Baden-Württemberg ab der L 230
- Liste der Landesstraßen in Baden-Württemberg ab der L 500
- Liste der Landesstraßen in Baden-Württemberg ab der L 1200
- Liste der Landesstraßen in Baden-Württemberg ab der L 2000

## Liste
Nicht vorhandene bzw. nicht nachgewiesene Landesstraßen sind kursiv gekennzeichnet, ebenso Straßen und Straßenabschnitte, die unabhängig vom Grund (Herabstufung zu einer Kreis- oder Gemeindestraße oder Höherstufung) keine Landesstraßen mehr sind.
Der Straßenverlauf wird in der Regel von Nord nach Süd und von West nach Ost angegeben.
| Nr.     | Verlauf |
| ------- | --- |
| L 1001a | in Igersheim-Ziegelhütte – Weikersheim-Louisgarde – Weikersheim-Nassau – L 2251 in Weikersheim-Schäftersheim – L 2251 in Weikersheim – L 1003 in Weikersheim – Weikersheim-Laudenbach – Weikersheim-Haagen – Niederstetten-Vorbachzimmern – L 1020 in Niederstetten – Niederstetten-Oberstetten – Schrozberg-Könbronn – L 1026 in Schrozberg – L 1022 in Schrozberg – Blaufelden-Niederweiler – L 1008 – in Blaufelden |
| L 1003a | (St 1003 in Bayern) – Landesgrenze – Creglingen-Waldmannshofen – L 2256 – … – L 1001 in Weikersheim – Weikersheim-Karlsberg – Weikersheim-Queckbronn – Weikersheim-Neubronn – Creglingen-Niederrimbach – L 2251 in Creglingen-Zwischenwasser |
| L 1005a | L 2251 in Creglingen – Creglingen-Triebweg – Creglingen-Ölmühle – Creglingen-Kohlesmühle – Creglingen-Münster – Creglingen-Schmerbach – L 1020 in Creglingen-Oberrimbach – L 1026 in Schrozberg-Spielbach – Schrozberg-Hechelein – L 1022 in Schrozberg-Leuzendorf – Schrozberg-Gemmhagen – Blaufelden-Kuhwasenäcker – Blaufelden-Gammesfeld – Rot am See-Ziegelhütte – Rot am See-Hegenau – Rot am See-Weiberfeld – L 1040 in Rot am See-Brettheim |
| L 1008a | L 1022 – Schrozberg-Lindlein – Schrozberg-Schmalfelden – L 1022 in Schrozberg-Speckheim |
| L 1010a | L 1066 in Kreßberg-Leukershausen – Landesgrenze – (St 1010 in Bayern) – Landesgrenze – Kreßberg-Bergertshofen – Kreßberg-Oberstelzhausen – Kreßberg-Unterstelzhausen – Kreßberg-Marktlustenau – Kreßberg-Schönmühle – Kreßberg-Waldtann – L 2218 in Kreßberg-Bergbronn |
| L 1012a | L 2218 – CrailsheimSaurach – Crailsheim-Triensbach – L 1041 in Crailsheim-Erkenbrechtshausen – Crailsheim-Wollmershausen – Satteldorf-Neidenfels – Satteldorf-Sattelweiler – Satteldorf-Gewerbepark |
| L 1014a | L 1100 in Stuttgart-Bad Cannstatt – / in Stuttgart-Gaisburg – Stuttgart-Ostheim – L 1016 in Stuttgart-Uhlandshöhe – Stuttgart-Gablenberg – Stuttgart-Gänsheide – Stuttgart-Diemershalde – Stuttgart-Oberer Schlossgarten – in Stuttgart-Kernerviertel |
| L 1015a | L 1187 in Stuttgart-Kräherwald – Stuttgart-Hasenberg – Stuttgart-Rotebühl – Stuttgart-Feuersee – in Stuttgart-Rathaus |
| L 1016a | in Stuttgart-Berg – Stuttgart-Stöckach – Stuttgart-Ostheim – L 1014 in Stuttgart-Uhlandshöhe – Stuttgart-Gablenberg – Stuttgart-Gänsheide – Stuttgart-Bopser – L 1200 in Stuttgart-Degerloch/Stuttgart-Sillenbuch – Stuttgart-Schönberg – Stuttgart-Plieningen – /L 1204/L 1205 |
| L 1020a | L 1025 in Mulfingen-Ailringen – Mulfingen-Hollenbach – – Niederstetten-Eichhof – Niederstetten-Frickental – L 1001 in Niederstetten – Niederstetten-Wildentierbach – Niederstetten-Rinderfeld – Creglingen-Landturm – L 1005 in Creglingen-Oberrimbach – Creglingen-Schwarzenbronn – Creglingen-Reutsachsen – Landesgrenze – (St 1020 in Bayern) |
| L 1022a | – Ingelfingen-Hermuthausen – Mulfingen-Jagstberg – Mudau-Badau – L 1025 in Mulfingen – Mulfingen-Simprechtshausen – Mulfingen-Alkertshausen – Blaufelden-Herrentierbach – Blaufelden-Kottmannsweiler – – Schrozberg-Kälberbach – L 1001 in Schrozberg – L 1008 in Schrozberg-Speckheim – L 1005 in Schrozberg-Leuzendorf – Schrozberg-Bossendorf – Landesgrenze – (St 1022 in Bayern) |
| L 1025a | L 1095 in Möckmühl – Möckmühl-Ruchsen – L 1047 in Widdern – Jagsthausen-Olnhausen – L 1050 in Jagsthausen – Jagsthausen-Mirabellengarten – Schöntal-Berlichingen – Schöntal-Kloster Schöntal – L 1046 in Schöntal-Bieringen – L 1046 in Schöntal-Westernhausen Siedlung – Schöntal-Winzenhofen – Schöntal-Marlach – Krautheim-Gommersdorf – L 515 in Krautheim – L 513 in Krautheim-Klepsau – in Dörzbach – L 1020 in Mulfingen-Ailringen – Mulfingen-Riedwiesen – L 1022 in Mulfingen – Mulfingen-Mittlerer Lausenbach – Mulfingen-Mittelberg – Mulfingen-Heimhausen – Mulfingen-Berndshofen – L 1034 in Mulfingen-Buchenbach – Mulfingen-Eberbach – Langenburg-Unterregenbach – Langenburg-Königsmühle – L 1033 – (Abzweig zur L 1033) – Langenburg-Herrenmühle – L 1036 in Langenburg-Bächlingen |
| L 1026a | L 1001 in Schrozberg – Schrozberg-Klingen – Schrozberg-Reupoldsrot – Schrozberg-Kreuzfeld – Schrozberg-Untereichenrot – L 1005 in Schrozberg-Spielbach |
| L 1029a | L 1060 in Ellwangen (Jagst)-Röhlingen – Ellwangen (Jagst)-Haisterhofen – Rainau-Weiler – Westhausen-Jagsthausen – Westhausen-Frankenreute – – Aalen-Oberalfingen – Aalen-Attenhofen – Aalen-Hofen – Aalen-Wasseralfingen – L 1080 in Aalen – (Abzweig zur Aalen-Oststadt) |
| L 1033a | in Künzelsau – Künzelsau-Amrichshausen – Künzelsau-Zollhaus – Künzelsau-Kügelhof – L 1034 in Künzelsau-Mäusdorf – L 1042 in Künzelsau-Laßbach – Langenburg-Oberregenbach – Langenburg-Königsmühle – L 1025 – L 1036 in Langenburg – Gerabronn-Michelbach an der Heide – L 1037 in Gerabronn – Gerabronn-Rückershagen – Rot am See-Rotmühle – Rot am See-Beimbach – Rot am See-Lenkerstetten – in Rot am See |
| L 1034a | L 1025 in Mulfingen-Buchenbach – Künzelsau-Nitzenhausen – L 1033 in Künzelsau-Mäusdorf |
| L 1035a | L 1050 in Öhringen – Pfedelbach-Windischenbach – Pfedelbach-Stöckig – L 1090 in Bretzfeld-Alter Berg – L 1090 in Bretzfeld-Adolzfurt – Bretzfeld-Scheppach – Obersulm-Eschenau – Obersulm-Affaltrach – in Obersulm-Willsbach |
| L 1036a | L 1101 in Weinsberg – in Weinsberg – Weinsberg-Stöcklensberg – Eberstadt – Eberstadt-Hölzern – Eberstadt-Wünschberg – L 1089 in Schwabbach – Bretzfeld-Birkenhöfe – L 1090 in Bretzfeld-Bitzfeld – Öhringen-Verrenberg – L 1088 in Öhringen – L 1050 in Öhringen – L 1049 in Öhringen-Cappel – Öhringen-Untersöllbach – Neuenstein-Bernhardsmühle – L 1051 in Neuenstein – Neuenstein-Eichhof – Neuenstein-Grünbühl – L 1046 in Neuenstein-Hohebuch – Kupferzell-Sallhof – in Kupferzell – Kupferzell-Feßbach – Kupferzell-Im Tiefenbrunnen – Kupferzell-Rüblingen – L 1045 in Braunsbach-Döttingen – L 1045 in Braunsbach – Braunsbach-Orlach – L 1042 in Langenburg-Nesselbach – L 1025 in Langenburg-Bächlingen – L 1033 in Langenburg – Langenburg-Atzenrod – Langenburg-Demeter Hof Stier – Langenburg-Glasholz – L 1037 – Blaufelden-Wasen – Blaufelden-Wittenweiler – in Blaufelden |
| L 1037a | L 1036 – Gerabronn-Oberweiler – L 1033 in Gerabronn – L 1041 – Gerabronn-Liebesdorf – Gerabronn-Elpershofen – Gerabronn-Morstein – Gerabronn-Dünsbach – Gerabronn-Winterhöhe – Ilshofen-Sandelsbronn – L 1042 – Wolpertshausen-Hörlebach – L 1042 in Wolpertshausen-Langgruben – in Wolpertshausen – L 2218 in Wolpertshausen |
| L 1040a | (St 1040 in Bayern) – Landesgrenze – Rot am See-Buch – Rot am See-Hausen am Bach – Rot am See-Lerchenhof – L 1005 in Rot am See-Brettheim – Rot am See-Hilgartshausen – Rot am See-Rohrturm – Rot am See-Musdorf – in Rot am See – Rot am See-Oberwinden – Kirchberg an der Jagst-Gaggstatt – Kirchberg an der Jagst-Hammerschmiede – Kirchberg an der Jagst-Hornberg – L 1041 in Kirchberg an der Jagst – in Kirchberg an der Jagst-Kleinallmerspann – L 2218 in Ilshofen-Großallmerspann – L 2218 in Ilshofen-Unterschmerach – Ilshofen-Oberschmerach – L 1042 in Ilshofen-Eckartshausen – Ilshofen-Gaugshausen – Vellberg-Lorenzenzimmern – Vellberg-Mühlbühl – Vellberg-Großaltdorf – Vellberg-Talheim – Vellberg-Stöckenburg – L 1064 in Vellberg-Städtle |
| L 1041a | L 1037 – Gerabronn-Liebesdorf – Gerabronn-Seibotenberg – Kirchberg an der Jagst-Eichenau – L 1040 in Kirchberg an der Jagst – Kirchberg an der Jagst-Lobenhausen – L 1012 in Crailsheim-Erkenbrechtshausen – Crailsheim-Tiefenbach – L 2218 in Crailsheim-Roter Buck/Crailsheim-Sauerbrunnen |
| L 1042a | L 1033 in Künzelsau-Laßbach – L 1036 in Langenburg-Nesselbach – Ilshofen-Söllbot – Ilshofen-Obersteinach – L 1037 – Wolpertshausen-Landturm – L 1037 in Wolpertshausen-Hörlebach – L 2218 in Ilshofen (Abzweig zur L 2218 in Ilshofen) – Ilshofen-Schmerachaue – L 1040 in Ilshofen-Eckartshausen |
| L 1044a | L 1045 in Niedernhall – Niedernhall-Giebelheide – Niedernhall-Giebelhöfe – Niedernhall-Waldzimmern – L 1051 in Neuenstein-Aussiedler Wenzel |
| L 1045a | L 1088 in Langenbrettach-Brettach – Hardthausen am Kocher-Kochersteinsfeld – Öhringen-Möglingen – Öhringen-Ohrnberg – Öhringen-Neuenberg – L 1050 in Forchtenberg-Sindringen – Forchtenberg-Ernsbach – L 1048 in Forchtenberg-Neu-Wülfingen – L 1046 in Weißbach – L 1044 in Niedernhall – Ingelfingen-Criesbach – Ingelfingen – in Künzelsau-Nagelsberg – in Künzelsau – Künzelsau-Häsle – Künzelsau-Hofratsmühle – Künzelsau-Morsbach – Künzelsau-Kocherstetten – Braunsbach-Weilersbach – Braunsbach-Steinkirchen – L 1036 in Braunsbach-Döttingen – L 1036 in Braunsbach – Braunsbach-Ost – Braunsbach-Geislingen am Kocher – Untermünkheim-Enslingen – / in Untermünkheim |
| L 1046a | – Schöntal-Oberkessach – L 1025 in Schöntal-Bieringen – L 1025 in Schöntal-Westernhausen Siedlung – Schöntal-Westernhausen – Weißbach.Crispenhofen – L 1045 in Weißbach – … – L 1048 in Forchtenberg-Rauhbusch – Forchtenberg-Schwarzenweiler – Forchtenberg-Wohlmuthausen (Forchtenberg) – Neuenstein-Neureut – L 1051 – … – L 1036 in Waldenburg-Hohebuch – Waldenburg-Domäne Hohebuch – Waldenburg-Fischhof – Waldenburg-Bahnhofssiedlung – Waldenburg-Buchener Busch – Waldenburg – Waldenburg-Streithof – Waldenburg-Obersteinbach – Michelfeld-Forsthaus – Michelfeld-Gnadental – Michelfeld-Messersmühle – in Michelfeld-Erlin |
| L 1047a | L 1025 in Widdern – Widdern-Seehaus – Möckmühl-Habichtshöfe – L 1095 – |
| L 1048a | L 1045 in Forchtenberg-Neu-Wülfingen – Forchtenberg – L 1046 in Forchtenberg-Rauhbusch – Zweiflingen-Orendelsall – L 1050 |
| L 1049a | L 1036 in Öhringen-Cappel – Pfedelbach-Tannhof – Pfedelbach-Stegmühle – Pfedelbach-Oberohrn – Pfedelbach-Baierbach – Pfedelbach-Unterhöfen – Pfedelbach-Beingasse – Pfedelbach-Oberhöfen – Pfedelbach-Harsberg – Pfedelbach-Heuholz – Pfedelbach-Altrenzen – Pfedelbach-Eichhornshof – Pfedelbach-Untersteinbach – Pfedelbach-Bühl – Pfedelbach-Floßholz – Mainhardt-Frohnfalls – L 1050 in Mainhardt-Neuwirtshaus |
| L 1050a | L 1025 in Jagsthausen – Jagsthausen-Bergwald – L 1045 in Forchtenberg-Sindringen – L 1048 – Zweiflingen-Friedrichsruhe – Öhringen-Platzhof – Öhringen-Weidenhof – Öhringen-Mannlehenfeld – L 1036 in Öhringen – L 1035 in Öhringen – Pfedelbach – Pfedelbach-Heuberg – Pfedelbach-Untergleichen – Pfedelbach-Gleichen – Pfedelbach-Obergleichen – L 1049 in Mainhardt-Neuwirtshaus – Mainhardt-Geißelhardt – Mainhardt-Römergraben – Mainhardt-Seehäuser – Mainhardt-Gailsbach – Mainhardt-Mittelmühle – Mainhardt-Fuchsklinge – in Mainhardt – in Mainhardt-Stock – Mainhardt-Hütten – Schwäbisch Hall-Buchhof – Schwäbisch Hall-Wielandsweiler – Oberrot-Obere Kornberger Sägmühle – Oberrot-Hammerschmiede – Oberrot-Untere Kornberger Sägmühle – Oberrot-Obermühle – Oberrot-Amselhalde – L 1054 in Oberrot – Oberrot-Hausen an der Rot – Fichtenberg – Fichtenberg-Stockenhofer Sägmühle – L 1066 |
| L 1051a | in Künzelsau-Gaisbach – Künzelsau-Ballenwasen – Künzelsau-Kemmeten – L 1044 in Neuenstein-Aussiedler Wenzel – Neuenstein-Bauernhof Metz – Neuenstein-Neufels – Neuenstein-Neufelser Mühle – Neuenstein-Eulhof – L 1046 – Neuenstein-Kirchensall – Neuenstein-Emmertshof – in Neuenstein-Mutfeld – L 1036 in Neuenstein |
| L 1054a | in Rosengarten-Uttenhofen – Rosengarten-Westheim – Rosengarten-Ziegelmühle – Rosengarten-Vohenstein – Oberrot-Hohenhardtsweiler – L 1050 in Oberrot |
| L 1055a | – Schwäbisch Hall-Reifenhof – Schwäbisch Hall-Tullauer Höhe – Schwäbisch Hall-Steinbach – Schwäbisch Hall-Kleincomburg – Schwäbisch Hall-Comburg – L 1056 in Schwäbisch Hall-Ghägäcker – Schwäbisch Hall-Hessental – Schwäbisch Hall-Bahnhof Hessental – Michelbach an der Bilz-Kreuzwiesen – Michelbach an der Bilz-Kreuzäcker – Michelbach an der Bilz-Gschlachtenbretzingen – Michelbach an der Bilz-Rauhenbretzingen – Michelbach an der Bilz – Michelbach an der Bilz-Hirschfelden – Michelbach an der Bilz-Höll – Rosengarten-Über dem Kocher – |
| L 1056a | L 1060 in Schwäbisch Hall-Hessental – Schwäbisch Hall-Grundwiesen – L 1055 in Schwäbisch Hall-Ghagäcker |
| L 1060a | L 2218 in Schwäbisch Hall-Friedensberg/Schwäbisch Hall-Herrenäcker/Schwäbisch Hall-Klingenberg – Schwäbisch Hall-Kreuzäcker – Schwäbisch Hall-Herrenäcker – Schwäbisch Hall-Mittelhöhe – Schwäbisch Hall-Hessental – L 1056 in Schwäbisch Hall-Grundwiesen – Schwäbisch Hall-Gründle – Schwäbisch Hall-Sulzdorf – Schwäbisch Hall-Schwarzenlache – Schwäbisch Hall-Dörrenzimmern – L 1064 in Vellberg-Kreuzäcker – Obersontheim-Hausen – Obersontheim-Gipsmühle – L 1066 in Obersontheim-Birngründle – Bühlertann-Hag – L 1072 in Bühlertann – Bühlertann-Bubeneiche – Bühlertann-Tannenberghalden – Bühlertann-Fronrot – Rosenberg-Willa – Rosenberg-Birkhof – Rosenberg-Geiselrot – Rosenberg-West IV – Rosenberg – Rosenberg-Ohrmühle – Rosenberg-Hohenberg – Rosenberg-Hurlesbuck – Ellwangen (Jagst)-Lindenkeller – Ellwangen (Jagst)-Eggenrot – L 1073 in Ellwangen (Jagst) – in Ellwangen (Jagst)-Spitalhof – in Ellwangen (Jagst) – Ellwangen (Jagst)-Schönenberg – L 2220 – Ellwangen (Jagst)-Rattstadt – Ellwangen (Jagst)-Neunheim – in Ellwangen (Jagst)-Neunstadt – L 1029 in Ellwangen (Jagst)-Röhlingen – L 1076 in Ellwangen (Jagst)-Röhlingen – L 1070/L 2223 in Unterschneidheim-Zöbingen – Unterschneidheim-Wöhrsberg – L 1070 in Bopfingen-Kerkingen – L 2221 – Bopfingen-Itzlingen – Kirchheim am Ries-Dirgenheim – L 1078 – Kirchheim am Ries-Benzenzimmern – Landesgrenze – (St 1060 in Bayern) |
| L 1064a | L 1060 in Vellberg-Kreuzäcker – L 1040 in Vellberg-Städtle – Vellberg-Eschenau – Vellberg-Haghalde – Vellberg-Schneckenweiler – Frankenhardt-Spaichbühl – L 1066 in Frankenhardt-Gründelhardt |
| L 1066a | – L 1116 – Wüstenrot-Altlautern – L 1090 in Wüstenrot-Neulautern – Wüstenrot-Lautertal – Spiegelberg-Gieshof – Spiegelberg-Eisenlautern – Spiegelberg – L 1117 in Oppenweiler-Bernhalden – Sulzbach an der Murr-Hammer – Sulzbach an der Murr-Siebersbach – Sulzbach an der Murr-Lautern – Sulzbach an der Murr-Ziegeläcker – in Sulzbach an der Murr (Abzweig zur in Sulzbach an der Murr) – Sulzbach an der Murr-Gronbachmühle – Sulzbach an der Murr-Bartenbach – Murrhardt-Harbach – Murrhardt-Gaisbühl – Murrhardt – L 1119 in Murrhardt-Bürg – Murrhardt-Hirschkeller – Murrhardt-Hirschsägewerk – Murrhardt-Lutzensägmühle – Murrhardt-Sägdobel – Murrhardt-Neuhausen – Murrhardt-Wahlenmühle – Murrhardt-Lammwirtschaft – L 1149 in Murrhardt-Eisenschmiedmühle – Murrhardt-Fornsbach – Murrhardt-Bahnwärterhaus – Fichtenberg-Plapphof – L 1050 – Fichtenberg-Mühläcker – Fichtenberg – Fichtenberg-Mittelrot – Fichtenberg-Dornwiesenhof – in Gaildorf-Ölmühle – in Gaildorf – Gaildorf-Winzenweiler Steige – Gaildorf-Steigenhaus – Gaildorf-Winzenweiler – Gaildorf-Mahthof – Obersontheim-Rothof – Obersontheim-Mittelfischach – Obersontheim-Tannenbergrain – L 1060 in Obersontheim-Birngründle – Obersontheim – Obersontheim-Heerberg – Frankenhardt-Markertshofen – L 1068 in Frankenhardt-Hellmannshofen – L 1064 in Frankenhardt-Gründelhardt – Crailsheim-Onolzheim – Crailsheim-Altenmünster – Crailsheim-Fliegerhorst – in Crailsheim-Türkei – in Crailsheim-Innenstadt – Kreßberg-Rudolfsberg – Kreßberg-Mariäkappel – Kreßberg-Haselhof – L 1010 in Kreßberg-Leukershausen – Kreßberg-Schwarzholz – (St 1066 in Bayern) |
| L 1068a | L 1066 in Frankenhardt-Hellmannshofen – Frankenhardt-Reishof – Frankenhardt-Honhardt – in Frankenhardt-Steinbach an der Jagst – … – in Stimpfach-Randenweiler – Stimpfach – Stimpfach-Connenweiler – Stimpfach-Rechenberg – Stimpfach-Hammerschmiede – Jagstzell-Eulenmühle – Jagstzell-Finkenhaus – Jagstzell-Hahnenmühle – Fichtenau-Neuhaus – L 1070 in Fichtenau-Matzenbach |
| L 1070a | L 2218 – Fichtenau-Wäldershub – Fichtenau-Völkermühle – Fichtenau-Wildenstein – Fichtenau-Kohlbusch – L 1068 in Fichtenau-Matzenbach – Fichtenau-Unterdeufstetten – Ellenberg-Gerhof – L 2220 – L 2385 in Wört – Stödtlen-Ziegelhütte – Stödtlen – Stödtlen-Oberzell – Stödtlen-Hirtenbauernfeld – L 1076 in Tannhausen-Riepach – Unterschneidheim-Odelberg – Unterschneidheim-Walxheim – L 1060/L 2223 in Unterschneidheim-Zöbingen – L 1060 in Bopfingen-Kerkingen – Bopfingen-Edelmühle – Bopfingen-Meisterstall – Bopfingen-Glockäcker – in Bopfingen-Oberdorf am Ipf – in Bopfingen – Bopfingen-Schloßberg – Bopfingen-Hohenberg – Bopfingen-Ungnad – L 1080 – Neresheim-Dehlingen – in Neresheim-Ohmenheim |
| L 1072a | L 1060 in Bühlertann – Bühlertann-Kottspiel – Bühlerzell – Bühlerzell-Heilberg – Bühlerzell-Senzenberg – Adelmannsfelden-Stöckener Sägmühle – Adelmannsfelden-Stöcken – Adelmannsfelden-Rams – Adelmannsfelden-Bühler – Abtsgmünd-Zimmerberg – Adelmannsfelden-Schleifhäusle – L 1073 |
| L 1073a | L 1060 in Ellwangen (Jagst)-Hinterer Spitalhof – Ellwangen (Jagst)-Engelhardsweiler – Neuler-Schönbergerhof – Neuler-Gaishardt – Adelmannsfelden – Adelmannsfelden-Kappelberg – L 1072 – Abtsgmünd-Pommertsweiler – Abtsgmünd-Wilflingen – in Abtsgmünd-Schäufele |
| L 1075a | – Ellwangen (Jagst)-Schrezheim – Ellwangen (Jagst)-Schleifhäusle – Rainau-Saverwang – Neuler-Schwenningen – Neuler – Neuler-Bronnen – in Abtsgmünd-Neuschmiede – (Abzweig zur L 1080 in Abtsgmünd – in Abtsgmünd) – L 1080 – Abtsgmünd-Leinroden – Abtsgmünd-Eichhornhof – Abtsgmünd-Roßnagel – Abtsgmünd-Laubacher Mühle – Abtsgmünd-Laubach – L 1158 in Heuchlingen – Göggingen-Horn – Göggingen-Horner Mühle – Göggingen-Hetzenacker – Göggingen-Mulfingen – L 1157 in Leinzell – L 1156 in Iggingen-Brainkofen – L 1157 in Iggingen-Brainkofen – Schwäbisch Gmünd-Herlikofen – in Schwäbisch Gmünd – / in Schwäbisch Gmünd – L 1160 in Schwäbisch Gmünd – L 1159 in Schwäbisch Gmünd-Straßdorf – Schwäbisch Gmünd-Lauchhof – Schwäbisch Gmünd-Metlangen – Schwäbisch Gmünd-Reitprechts – Göppingen-Lenglingen – Göppingen-Hohenstaufen – Göppingen-Bürgerhölzle – Göppingen-Hailing – Göppingen-Oberstadt – L 1214/L 1217 in Göppingen-Südstadt |
| L 1076a | in Aalen-Ebnat – Aalen-Affalterwang – L 1080 in Aalen-Waldhausen – Lauchheim-Hülen – Lauchheim-Domäne Kapfenburg – Lauchheim-Kapfenburg – in Lauchheim – … – L 1060 in Ellwangen (Jagst)-Röhlingen – Ellwangen (Jagst)-Erpfental – Ellwangen (Jagst)-Pfahlheim – L 1070 in Stödtlen-Riepach – Tannhausen-Bleichroden – L 2221 in Tannhausen – Tannhausen-Bergheim – Landesgrenze – (St 1076 in Bayern) |
| L 1078a | in Bopfingen – Bopfingen-Kalkofen – Kirchheim am Ries – L 1060 |
| L 1079a | L 1083 in Giengen an der Brenz – in Herbrechtingen-Ziegelei – in Herbrechtingen-Ziegelei – Herbrechtingen-Eselsburg – Herbrechtingen-Leiternfeld – L 1168 – Herbrechtingen-Hausen ob Lontal – L 1232 in Nerenstetten – L 1170 in Langenau-Stuppelau – Langenau-Albeck – in Langenau-Seligweiler/Ulm-Seligweiler – Ulm-Unterhaslach – Ulm-Böfingen – Ulm-Eichberg – L 2021 in Ulm-Oststadt – / in Ulm-Söflingen/Ulm-Weststadt |
| L 1080a | in Backnang – Allmersbach im Tal-Hartweg – Allmersbach im Tal – Allmersbach im Tal-Äuleswiesen-Reutle – Allmersbach im Tal-Heutensbach – L 1120 in Rudersberg-Kreuz – Rudersberg-Seelach – L 1148 in Rudersberg – Rudersberg-Oberndorf – Rudersberg-Grauhaldenhof – L 1119 in Rudersberg-Klaffenbach – Rudersberg-Sauerhöfle – Rudersberg-Steinbach – Kaisersbach-Klingenmühlhöfle – Welzheim-Laufenmühle – L 1150 in Welzheim – Welzheim-Aichstrut – Kaisersbach-Schadberg – Alfdorf-Hellershof – Alfdorf-Neuwirtshaus – Alfdorf-Bruck – Gschwend-Hundsberg – Gschwend-Ziegelhütte – Gschwend-Dinglesmad – in Gschwend – Gschwend-Hohenohl – Gschwend-Rotenhar – Gschwend-Weiher – Gschwend-Bödele – Gschwend-Frickenhofen – Gschwend-Mittelbronn – Eschach-Seifertshofen – Eschach-Kemnaten – Eschach – L 1157 in Eschach-Holzhausen – L 1158 – Obergröningen – Abtsgmünd-Hohenstadt – Abtsgmünd-Zeis – Abtsgmünd-Kellerhaus – Abtsgmünd-Dettenried – L 1075 in Abtsgmünd – … – L 1075 – Aalen-Rodamsdörfle – Aalen-Dewangen – Aalen-Scheurenfeld – Aalen-Lederäcker – Aalen-Gobühl – Essingen-Forst – in Essingen – L 1165 in Essingen – in Aalen-Triumphstadt – L 1029 in Aalen-Oststadt – Aalen-Oststadt – Aalen-Grauleshof – Aalen-Himmlingen – Aalen-Brastelburg – Aalen-Geiselwang – L 1076 in Aalen-Waldhausen – Aalen-Beuren – Neresheim-Hohenlohe – Neresheim-Unterriffingen – L 1070 |
| L 1082a | L 1164 in Herbrechtingen-Bolheim – in Herbrechtingen – L 1083 in Giengen an der Brenz – Giengen an der Brenz-Hohenmemmingen – Landesgrenze – (St 1082 in Bayern) – Landesgrenze – L 2033 in Dischingen-Ballmertshofen |
| L 1083a | in Heidenheim an der Brenz-Siechenberg – Heidenheim an der Brenz-Voithsiedlung – Heidenheim an der Brenz-Hansegisreute – Giengen an der Brenz-Christophsruhe – Giengen an der Brenz-Brunnenfeld – L 1082 in Giengen an der Brenz – L 1079 in Giengen an der Brenz – L 1082 in Giengen an der Brenz – Giengen an der Brenz-Gerschweiler – in Hermaringen |
| L 1084a | in Aalen-Unterkochen – in Aalen-Ebnat – / in Aalen-Heiligental – Neresheim-Haldenhöfe – Neresheim-Elchingen auf dem Härtsfeld – Neresheim-Stetten – Neresheim-Kreuzäcker – Neresheim-Lixhöfe – |
| L 1088a | L 1096 – Bad Friedrichshall-Kochendorf – Oedheim – Oedheim-Kapellenäcker – L 720 in Neuenstadt am Kocher-Kochertürn – L 1095 in Neuenstadt am Kocher – in Neuenstadt am Kocher – L 1045 in Langenbrettach-Brettach – Öhringen-Zuckmantel – L 1090 in Öhringen-Schwöllbronn – in Öhringen-Unterohrn – L 1036 in Öhringen |
| L 1089a | L 1036 in Bretzfeld-Schwabbach – in Bretzfeld-Schwabbach – Bretzfeld-Rappach – L 1090 in Bretzfeld |
| L 1090a | L 1088 in Öhringen-Schwöllbronn – L 1036 in Bretzfeld-Bitzfeld – L 1089 in Bretzfeld – L 1035 in Bretzfeld-Adolzfurt – Bretzfeld-Alter Berg – Bretzfeld-Wiesental – Bretzfeld-Unterheimbach – Wüstenrot-Oberheimbach – Wüstenrot-Berg – Wüstenrot-Kreuzle – Wüstenrot-Neuhütten – Wüstenrot-Ochsenweide – in Wüstenrot-Oberweihenbronn – in Wüstenrot-Weihenbronn – Wüstenrot – L 1066 in Wüstenrot-Neulautern |
| L 1095a | / – L 514 in Ahorn-Berolzheim – L 518 – L 515 in Osterburken-Kalkofen/Osterburken-Kastell – L 582 in Osterburken – L 519 in Adelsheim – Adelsheim-Sennfeld – L 586 in Roigheim – L 527 in Möckmühl – L 1025 in Möckmühl – L 1096 in Möckmühl-Möckmühl-Züttlingen – Möckmühl-Ernstein – L 1047 – Neuenstadt am Kocher-Bürg – L 1088 in Neuenstadt am Kocher – Neuenstadt am Kocher-Seewiesen – Neckarsulm-Kühners Besen – Neckarsulm-Dahenfeld – Neckarsulm-Amorbach – in Neckarsulm |
| L 1096a | L 1095 in Möckmühl-Züttlingen – Neudenau-Siglingen – L 720 in Neudenau – Neudenau-Herbolzheim – L 526 – Untergriesheim – Bad Friedrichshall-Heuchlingen – L 1098 in Bad Friedrichshall-Heuchlinger Feld – L 1088 in Bad Friedrichshall – in Bad Friedrichshall |
| L 1098a | in Bad Friedrichshall-Jagstfeld – L 1096 in Bad Friedrichshall-Heuchlinger Feld |
| L 1099a | L 526 in Schefflenz-Unterschefflenz – L 586 |
| L 1100a | in Offenau – L 530 in Bad Wimpfen-Wimpfen im Tal – Untereisesheim – L 1101 in Neckarsulm-Obereisesheim – in Heilbronn-Neckargartach/Neckarsulm-Obereisesheim – Heilbronn-Neckargartach – Heilbronn-Sachsenäcker – in Heilbronn-Böckingen – in Heilbronn-Böckingen – L 1106 in Heilbronn-Viehweide – in Heilbronn – Heilbronn-Sontheim – Flein – Flein-Kieslesgrund – Ilsfeld-Engelsberghöfe – Ilsfeld-Klee – L 1105 in Ilsfeld – /L 1102 in Ilsfeld-Auenstein – Beilstein-West III – Beilstein-Alt-Beilstein – Beilstein – L 1116 in Oberstenfeld – Großbottwar-Sauserhof – L 1118 – Großbottwar – (Abzweig zur in Großbottwar) – Steinheim an der Murr-Kreuzwegäcker – L 1126 in Murr/Steinheim an der Murr – L 1125 in Murr – L 1138 in Marbach am Neckar-Häldenmühle – L 1124 in Marbach am Neckar-Mühlwert – Marbach am Neckar-Eichgraben – Marbach am Neckar-Kraftwerk Marbach – L 1124 in Ludwigsburg-Neckarweihingen – Ludwigsburg-Poppenweiler – Remseck am Neckar-Neckaraue – L 1140 in Remseck am Neckar-Neckargröningen – L 1142 in Remseck am Neckar-Neckargröningen – L 1144 in Remseck am Neckar-Aldingen – Stuttgart-Mühlhausen – Stuttgart-Hofen – Stuttgart-Münster – in Stuttgart-Bad Cannstatt – L 1193 in Stuttgart-Bad Cannstatt – L 1014 in Stuttgart-Bad Cannstatt – in Stuttgart-Bad Cannstatt/Stuttgart-Untertürkheim – L 1198 in Stuttgart-Untertürkheim |
| L 1101a | L 1199 in Neckarsulm-Obereisesheim – Neckarsulm – Erlenbach-Binswangen – Erlenbach – Erlenbach-Ohrberg – – Weinsberg – L 1036 in Weinsberg – in Weinsberg |
| L 1102a | in Ellhofen – Lehrensteinsfeld – Untergruppenbach-Oberheinriet – L 1111 in Untergruppenbach-Unterheinriet – Abstatt – /L 1100 in Ilsfeld-Auenstein |
| L 1103a | L 1103a in Bretten – Bretten-Hetzenbaumhöfe – Bretten-Schwarzerdhof – L 554 in Oberderdingen-Großvillars – Oberderdingen-Bussental II – L 554 in Oberderdingen – L 1134 in Sternenfels – Zaberfeld-Leonbronn – Zaberfeld – Pfaffenhofen-Weiler an der Zaber – Pfaffenhofen – L 1110 in Güglingen – Güglingen-Im Riedfurt – Güglingen-Frauenzimmern – L 1107 in Brackenheim – Brackenheim-Meimsheim – Brackenheim-Obere Schellenmühle – Brackenheim-Untere Schellenmühle – L 1105 in Lauffen am Neckar |
| L 1103a | L 1103 in Bretten – in Bretten |
| L 1105a | in Heilbronn-Kirchhausen – Leingarten-Lanzenäcker – Leingarten-Vorderes Hessenfeld – Leingarten-Wänken – in Leingarten-Schluchtern – Leingarten-Großgartach – L 1106 in Nordheim – Lauffen am Neckar-Wannenberg – Lauffen am Neckar-Rotental – Nordheim-Bortental – Lauffen am Neckar-Siegesgrund – L 1103 in Lauffen am Neckar – in Lauffen am Neckar – Lauffen am Neckar-Biohof Mauk – Lauffen am Neckar-Im vorderen Burgfeld – Neckarwestheim-Leuchtmannshof – Ilsfeld-Hetzenberg – Ilsfeld-Steinhaldenweg II – L 1100 in Ilsfeld |
| L 1106a | in Heilbronn-Sontheim – L 1100 in Heilbronn-Viehweide – Heilbronn-Böckingen – Heilbronn-Alt-Böckingen – Heilbronn-Klingenberg – L 1105 in Nordheim – Brackenheim-Dürrenzimmern – L 1107 in Brackenheim – … – L 1107 in Bönnigheim-Amann-Quartier – Bönnigheim – Bönnigheim-Im Schupen – Freudental-Wolfsberg – Freudental – L 1110 in Sachsenheim-Hohenhaslach – Vaihingen an der Enz-Horrheim – L 1131 – Vaihingen an der Enz-Ensingen – L 1125 in Vaihingen an der Enz-Kleinglattbach |
| L 1107a | L 530 in Bad Wimpfen-Wimpfen am Berg – Bad Wimpfen-Allmend – Bad Rappenau-Bonfeld – L 549 in Bad Rappenau-Fürfeld – in Bad Rappenau-Fürfeld – in Bad Rappenau-Fürfeld – Bad Rappenau-Am Hausener Weg – Massenbachhausen – Schwaigern-Massenbach – Schwaigern-Beim Wasserturm – in Schwaigern-Im Eselsberg – /L 592 – Schwaigern-Sonnenberghöfe – Schwaigern-Imenhof – Schwaigern-Stetten am Heuchelberg – Schwaigern-Obere Mühle – Schwaigern-Tiergärten – Schwaigern-Mühlwald – Schwaigern-Neuer Berg – Brackenheim-Semminger – Brackenheim-Hipfpfad – L 1106 in Brackenheim – L 1103 in Brackenheim – Brackenheim-Botenheim – Bönnigheim-Bellevue – L 2254 in Bönnigheim – L 1106 in Bönnigheim-Amann-Quartier – Erligheim – L 1115 in Löchgau – Löchgau-Petershöfe – Löchgau-Weißenhof – Bietigheim-Bissingen-Waldhof – in Bietigheim-Bissingen-Bietigheim/Bietigheim-Bissingen-Lug |
| L 1110a | in Kirchardt – Kirchardt-Berwangen – L 592 in Eppingen-Richen – Eppingen – Eppingen-Dachsbau – Eppingen-Rosbachhof – Eppingen-Kleingartach – Eppingen-Eichbühlhöfe – Güglingen-Heuchelberg – L 1103 in Güglingen – Güglingen-Vordere Reuth – Güglingen-Eibensbach – Sachsenheim-Ochsenbach – Sachsenheim-Bromberghöfe – L 1106 in Sachsenheim-Hohenhaslach – L 1125 in Sachsenheim-Großsachsenheim – L 1141 in Sachsenheim-Großsachsenheim – Sachsenheim-Sonnenfeld – Sachsenheim-Leonhardshof – Bietigheim-Bissingen-Krautgartensiedlung – Bietigheim-Bissingen-Untermberg – Bietigheim-Bissingen-Bissingen an der Enz – Bietigheim-Bissingen-Im Erlengrund – L 1133 in Asperg-Lehenfeld/Tamm-Hohenstange – L 1138 in Asperg – … – L 1140 in Möglingen – Möglingen-Zwerwegle – Möglingen-Schwalbenhof – in Stuttgart-Stammheim |
| L 1111a | in Heilbronn – Untergruppenbach-Donnbronn – in Abstatt-Happenbach/Untergruppenbach – L 1102 in Untergruppenbach-Unterheinriet – Untergruppenbach-Vorhof – in Löwenstein-Vorhofer Straße |
| L 1113a | in Besigheim – Besigheim-Husarenhof – L 1125 in Ingersheim-Großingersheim – Ingersheim-Kehrsbachhof – Freiberg am Neckar-Brandholzweg – Freiberg am Neckar-Geisingen am Neckar – L 1138 in Freiberg am Neckar-Heutingsheim |
| L 1114a | L 1124 – Kirchberg an der Murr-Obertorhöfe – Kirchberg an der Murr – Burgstetten-Berg – Burgstetten-Burgstall an der Murr – Burgstetten-Kirschenhardthof – Leutenbach-Heidenhof – Leutenbach-Kelteräcker – Leutenbach-Weiler zum Stein – Leutenbach-Gollenhof – Leutenbach-Hummerholz – L 1127 |
| L 1115a | L 1107 in Löchgau – Besigheim-Auf dem Schäuber – in Besigheim – Hessigheim-Aussiedlerhöfe im Fetzer – Besigheim-Ottmarsheim – Mundelsheim-Ziegelhütte – / |
| L 1116a | L 1066 – Beilstein-Etzlenswenden – Beilstein-Unterjettenbach – Beilstein-Schmidhausen – L 1117 – L 1100 in Oberstenfeld |
| L 1117a | L 1116 – Oberstenfeld-Gronau – Spiegelberg-Kurzach – L 1066 in Oppenweiler-Bernhalden |
| L 1118a | L 1100 in Oberstenfeld – Oberstenfeld-Neuwirtshaus – Aspach-Sinzenburg – Aspach-Kleinaspach – L 1115 |
| L 1119a | L 1066 in Murrhardt-Bürg – Murrhardt-Vorderwestermurr – Althütte-Gallenhof – Althütte-Sechselberg – Althütte-Waldenweiler – L 1120 in Althütte – L 1080 in Rudersberg-Klaffenbach |
| L 1120a | in Leutenbach-Nellmersbach – Winnenden-Hertmannsweiler – Winnenden-Degenhof – Winnenden-Himmelreich – Berglen-Stöckenhof – L 1080 in Rudersberg-Kreuz – Rudersberg-Rottmannsweiler – Althütte-Kallenberg – Althütte-Lutzenberg – L 1119 in Althütte – Althütte-Schöllhütte – Kaisersbach-Wiesensteighof – Kaisersbach-Ebni – Kaisersbach-Heppichgehren – Welzheim-Ebnisee – L 1150 – Murrhardt-Mettelberg – Murrhardt-Mettelbach – Murrhardt-Marxenhof – Göckelhof – L 1149 |
| L 1123a | in Königsbronn – Königsbronn-Zang – L 1163 – L 1165 in Steinheim am Albuch |
| L 1124a | in Ludwigsburg-Mitte – L 1129 in Ludwigsburg-Mitte/Ludwigsburg-Nord – Ludwigsburg-Hungerberg/Ludwigsburg-Steigäcker – L 1100 in Ludwigsburg-Neckarweihingen – L 1100 in Marbach am Neckar – L 1127 in Marbach am Neckar – Erdmannhausen – L 1126 – Steinheim an der Murr-Sulzbach – Marbach am Neckar-Rielingshausen – Kirchberg an der Murr-Frühmeßhof – L 1114 – Aspach-Fürstenhof – in Aspach-Großaspach |
| L 1125a | in Niefern-Öschelbronn-Niefern – Niefern-Öschelbronn-Öschelbronn – L 1134 in Wiernsheim-Pinache – Mühlacker-Großglattbach – L 1135 – – Vaihingen an der Enz – L 1106 in Vaihingen an der Enz-Kleinglattbach – L 1131 in Sersheim – Sersheim-Untere Mühle – L 1110 in Sachsenheim-Großsachsenheim – L 1141 in Sachsenheim-Eichwald – Sachsenheim-Burgfeld – Bietigheim-Bissingen-Ellental – Bietigheim-Bissingen-Bietigheim – in Bietigheim-Bissingen-Sand/Bietigheim-Bissingen-Uhlandplatz – L 1130 in Bietigheim-Bissingen-Büttenwiesen – L 1113 in Ingersheim (Neckar)-Großingersheim – /L 1129 in Pleidelsheim – L 1100 in Murr |
| L 1126a | L 1100 – Steinheim an der Murr – Steinheim an der Murr-Schützenhaus – Steinheim an der Murr-Sulzbach – L 1124 |
| L 1127a | L 1124 in Marbach am Neckar – Marbach am Neckar-Vorderes Eck – Marbach am Neckar-Katzentäle – Erdmannhausen-Affalterbach – L 1114 – Leutenbach – in Winnenden-Bahnhofsvorstadt – L 1140 in Winnenden-Bahnhofsvorstadt |
| L 1129a | /L 1125 in Pleidelsheim – L 1138 in Freiberg am Neckar-Beihingen am Neckar – Heutingsheim – Ludwigsburg-Hoheneck – L 1124 in Ludwigsburg-Mitte/Ludwigsburg-Nord |
| L 1130a | L 1125 in Bietigheim-Bissingen-Büttenwiesen – in Bietigheim-Bissingen-Bietigheim/Bietigheim-Bissingen-Buch/Bietigheim-Bissingen-Lothar-Späth-Carré |
| L 1131a | L 611/L 1132 in Ölbronn-Dürrn-Erlen – – Maulbronn – Maulbronn-Seidehof – L 1134 in Maulbronn-Zaisersweiher – Maulbronn-Rosenäcker – Illingen-Schützingen – Illingen-Unteres Tal – Vaihingen an der Enz-Gündelbach – L 1106 – L 1125 in Sersheim |
| L 1132a | L 611/L 1131 in Maulbronn-Erlen – Ötisheim – L 1173 in Ötisheim-Bauernhof Gerst/Ötisheim-Seilerbahn – in Mühlacker |
| L 1133a | L 1110 in Asperg-Lehenfeld/Tamm – Tamm-Hohenstange – in Ludwigsburg-Eglosheim |
| L 1134a | L 593 in Kürnbach – L 1103 in Sternenfels – Sternenfels-Diefenbach – L 1131 in Maulbronn-Zaisersweiher – in Mühlacker-Lienzingen – Mühlacker-Heidenwäldle – in Mühlacker – Mühlacker-Wullesee – Mühlacker-Dürrmenz – L 1125 in Wiernsheim-Pinache – Wiernsheim-Beim Hohen Kreuz – L 1135 in Wiernsheim – L 1177 in Mönsheim-Appenberg – L 1177 in Mönsheim – Mönsheim-Heckengäu – L 1180 – in Heimsheim-Egelsee/Heimsheim-Kammertal – Heimsheim-Schafwäsche – L 1175 in Heimsheim-Bloßenberg – L 1179 in Heimsheim-Bloßenberg |
| L 1135a | in Pforzheim-Südstadt – Pforzheim-Buckenberg – Pforzheim-Haidach – Pforzheim-Altgefäll – Pforzheim-Hagenschießsiedlung – Wurmberg-Dachstein – – L 1175 in Wurmberg – Wurmberg-Münzenfelder Hof – L 1177 – L 1134 in Wiernsheim – Wiernsheim-Serres – Wiernsheim-Iptingen – Eberdingen-Nußdorf – Vaihingen an der Enz-Grund – Vaihingen an der Enz-Aurich – L 1125 |
| L 1136a | – Eberdingen-Sickentäler Hof – Eberdingen-Hochdorf an der Enz – L 1140 in Hemmingen – Ditzingen-Schöckingen – L 1177 in Ditzingen-Hirschlanden/Ditzingen-Seehansen – L 1177 in Ditzingen-Brühlhof – Leonberg-Höfingen – Leonberg-Beim Teuchel – L 1137 in Leonberg-Haldengebiet |
| L 1137a | L 1180 in Leonberg-Haldengebiet – L 1136 in Leonberg-Haldengebiet – Leonberg-Gräder – Leonberg-Hasenbrunnen – L 1177 in Ditzingen-Hülben – L 1141 in Ditzingen – / in Ditzingen |
| L 1138a | in Ludwigsburg-Mäurach – Ludwigsburg-Eglosheim – L 1113 in Freiberg am Neckar-Heutingsheim – Freiberg am Neckar – L 1129 in Freiberg am Neckar-Beihingen am Neckar – Benningen am Neckar – Benningen am Neckar-Krautlose – L 1100 in Marbach am Neckar-Häldenmühle |
| L 1140a | L 1177 in Ditzingen-Heimerdingen – Hemmingen-Rohrsperg – Hemmingen-Bürkleshof – L 1136 in Hemmingen – Hemmingen-Hälde – (Abzweig zur in Schwieberdingen) – in Schwieberdingen – L 1141 in Schwieberdingen-Banmähder/Schwieberdingen-Gärtnerei Hönes – L 1110 in Möglingen – in Möglingen – Ludwigsburg-Pflugfelden – Ludwigsburg-West – L 1143 in Ludwigsburg-Mitte/Ludwigsburg-Süd – in Ludwigsburg-Mitte/Ludwigsburg-Süd – Ludwigsburg-Ost – Ludwigsburg-Auf der Schanz – Ludwigsburg-Oßweil – Remseck am Neckar-Hohe Anwand – L 1100 in Remseck am Neckar-Neckargröningen – L 1142/L 1197 in Remseck am Neckar-Neckarrems – Remseck am Neckar-Rötelbrunnen – Schwaikheim – L 1127 in Winnenden-Bahnhofsvorstadt – (Abzweig zur in Winnenden-Langes Gewand/Winnenden-Schelmenholz) – Winnenden-Wohnpark Arkadien – Winnenden-Lange Weiden – Winnenden-Schelmenholz – Winnenden – Winnenden-Sieberhof – Winnenden-Birkmannsweiler – Berglen-Erlenhof – Berglen-Steinach – Berglen-Hößlinswart – Remshalden-Rohrbronn – L 1150 in Winterbach |
| L 1141a | Sachsenheim-Kleinsachsenheim – L 1110 in Sachsenheim-Großsachsenheim – Sachsenheim-Sport- und Schulzentrum – L 1125 in Sachsenheim-Eichwald – Markgröningen-Unterriexingen – L 1138 in Markgröningen – Markgröningen-Hof Haumacher – L 1140 in Schwieberdingen-Banmähder/Schwieberdingen-Gärtnerei Hönes – – Korntal-Münchingen-Münchingen – L 1143 in Stuttgart-Weilimdorf – – L 1137 in Ditzingen – L 2255 in Gerlingen – L 1180 in Gerlingen-Schillerhöhe – Gerlingen-Waldsiedlung – Gerlingen-Bopser – / /L 1187 in Leonberg-Ramtel |
| L 1142a | L 1100 in Remseck am Neckar-Neckargröningen – L 1140/L 1197 in Remseck am Neckar-Neckarrems – Waiblingen-Hegnach – Waiblingen-Kleinhegnach – Waiblingen-Wasserstube – Waiblingen – Waiblingen-Hoher Rain – L 1193 in Waiblingen-Eisental |
| L 1143a | /L 1140 in Ludwigsburg-Mitte/Ludwigsburg-Süd – in Kornwestheim – in Stuttgart-Neuwirtshaus/Stuttgart-Zuffenhausen – Korntal-Münchingen-Korntal – L 1141 in Stuttgart-Weilimdorf |
| L 1144a | in Kornwestheim – Kornwestheim-Pattonville/Remseck am Neckar-Pattonville – Remseck am Neckar-Lerchenhof – Remseck am Neckar-Markgröninger Weg – L 1100 in Remseck am Neckar-Aldingen |
| L 1147a | L 1150 in Schorndorf – L 1225 in Schorndorf-Oberberken/Schorndorf-SOS Kinderdorf – Adelberg – Adelberg-Klosterpark – Adelberg-Zachersmühle – in Rechberghausen-Im Deppeler |
| L 1148a | L 1080 in Rudersberg – Rudersberg-Oberschlechtbach – Rudersberg-Unterschlechtbach – Rudersberg-Mittelschlechtbach – Rudersberg-Michelau – Schorndorf-Miedelsbach – L 1150 in Schorndorf-Haubersbronn |
| L 1149a | L 1066 in Murrhardt-Eisenschmiedmühle – Murrhardt-Göckelhof – L 1120 – Murrhardt-Unterneustetten – Murrhardt-Oberneustetten – Murrhardt-Tiefenmad – Murrhardt-Wiesenhof – L 1150 in Murrhardt-Kirchenkirnberg |
| L 1150a | in Gschwend-Wildgarten – Gschwend-Schierhof – Gschwend-Gläserhof – Gschwend-Vorderes Breitenfeld – Gschwend-Krämersberg – L 1149 in Murrhardt-Kirchenkirnberg – Murrhardt-Wiesenhof – Kaisersbach-Bruch – Kaisersbach – L 1120 – Welzheim-Gausmannsweiler – Welzheim-Eckartsweiler – Welzheim-Seiboldsweiler – Welzheim-Eierhof – Welzheim-Rubäcker – L 1080 in Welzheim – L 1155 in Welzheim-Breitenfürst – Welzheim-Obere Bausche – Welzheim-Untere Bausche – Welzheim-Eselshalden – Welzheim-Steinbruck – L 1148 in Schorndorf-Haubersbronn – in Schorndorf-Haubersbronn – L 1147 in Schorndorf – in Schorndorf – in Winterbach – L 1140 in Winterbach – Winterbach-Engelberg – Baltmannsweiler-Tannhof – Baltmannsweiler-Hohengehren – Baltmannsweiler – (Abzweig zur L 1201) – Esslingen am Neckar-Oberhof – L 1192 in Esslingen am Neckar-Oberesslingen – L 1199 in Esslingen am Neckar – in Esslingen am Neckar-Pliensauvorstadt |
| L 1151a | L 1147 in Schorndorf – Schorndorf-Schlichten – L 1152 – Lichtenwald-Thomashardt – Lichtenwald-Hegenlohe – L 1192 in Reichenbach an der Fils |
| L 1152a | L 1151 – Uhingen-Baiereck – Uhingen-Nassach – Uhingen-Nassachmühle – (Abzweig zur in Uhingen) – L 1192 in Uhingen – L 1192 in Ebersbach an der Fils – L 1192 in Ebersbach an der Fils-Sulpach – Ebersbach an der Fils-Weiler ob der Fils – Ebersbach an der Fils-Lindenhof – Ebersbach an der Fils-Roßwälden – Ebersbach an der Fils-Birkenhof – in Schlierbach |
| L 1153a | – Alfdorf-Hintersteinenberg – Alfdorf-Vordersteinenberg – Alfdorf-Kapf – Alfdorf-Strübelhof – L 1155 in Alfdorf |
| L 1154a | L 1155 – Lorch-Bruck – Lorch-Venusberg – / in Lorch-Ziegelhütte |
| L 1155a | L 1150 in Welzheim-Breitenfürst – Welzheim-Neuhof – Alfdorf-Haghof – Alfdorf-Petershaldenhof – Alfdorf-Haubenwasenhof – Alfdorf-Pfahlbronn – Alfdorf-Brech – L 1154 – L 1153 in Alfdorf – Alfdorf-Gräble – Alfdorf-Bonholz – Alfdorf-Wannenhäuser – Alfdorf-Adelstetten – Mutlangen-Pfersbach – |
| L 1156a | in Mutlangen – Mutlangen-Turnrain – Schwäbisch Gmünd-Lindach – Schwäbisch Gmünd-Appenhaus – L 1075 in Iggingen-Brainkofen |
| L 1157a | L 1080 in Eschach-Holzhausen – Göggingen – L 1075 in Leinzell – L 1075 in Iggingen-Brainkofen – Iggingen – |
| L 1158a | in Abtsgmünd-Untergröningen – Abtsgmünd-Kolonie – Abtsgmünd-Letten – Abtsgmünd-Burren – Obergröningen-Buchhof – Obergröningen-Hof Jäger – L 1080 in Obergröningen – Schechingen – Schechingen-Riedenloh – Heuchlingen-Riedhof – L 1075 in Heuchlingen – L 1161 in Mögglingen – Mögglingen-Gewand Wert – in Mögglingen |
| L 1159a | L 1075 in Schwäbisch Gmünd-Straßdorf – Schwäbisch Gmünd-Taschenäcker – Schwäbisch Gmünd-Häge – Schwäbisch Gmünd-Rechberg – Schwäbisch Gmünd-Ziegelhütte – Waldstetten-Wißgoldingen – Donzdorf-Winzingen – Donzdorf-Hagenbuch – Donzdorf-Hagenbucher Mühle – in Donzdorf-Steinernes Kreuz |
| L 1160a | L 1075 in Schwäbisch Gmünd – Schwäbisch Gmünd-Pfeilhalde – Schwäbisch Gmünd-Unterbettringen – Schwäbisch Gmünd-Kellerhaus – Schwäbisch Gmünd-Lindenhof – Schwäbisch Gmünd-Weiler in den Bergen – Schwäbisch Gmünd-Furtlepass – Schwäbisch Gmünd-Degenfeld – in Lauterstein-Weißenstein |
| L 1161a | in Schwäbisch Gmünd-Hussenhofen – Schwäbisch Gmünd – Schwäbisch Gmünd-Oberbettringen – Schwäbisch Gmünd-Hirschfeld – Schwäbisch Gmünd-Bargau – Schwäbisch Gmünd-Bühl – Heubach-Buch – L 1162 in Heubach – Böbingen an der Rems-Gewerbegebiet – Mögglingen-Möhle – in Mögglingen – L 1158 in Mögglingen |
| L 1162a | in Böbingen an der Rems – Böbingen an der Rems-Kurt Bressel – L 1161 in Böbingen an der Rems-Gewerbegebiet – L 1161 in Heubach – Heubach-Beuren – Essingen-Hinterfeld 1 – Essingen-Möhnhof – L 1221 – L 1165 in Bartholomä |
| L 1163a | L 1165 in Steinheim am Albuch – L 1123 in Steinheim am Albuch – Steinheim am Albuch-Obere Ziegelhütte – Steinheim am Albuch-Untere Ziegelhütte – in Steinheim am Albuch-Am Kreuzweg |
| L 1164a | in Heidenheim an der Brenz – Heidenheim an der Brenz-Ploucquetareal – Heidenheim an der Brenz-Innenstadt – Heidenheim an der Brenz-Im Flügel – Heidenheim an der Brenz-Mergelstetten – L 1082 in Herbrechtingen-Bolheim – Herbrechtingen-Buchfeldle – Herbrechtingen-Beim Brünnele – Herbrechtingen-Anhauser Siedlung – Herbrechtingen-Kloster Anhausen – Herbrechtingen-Anhausen – L 1168 in Gerstetten-Dettingen am Albuch – Gerstetten-Ziegelei – Gerstetten-Heuchlingen – Gerstetten-Heldenfingen – L 1165 – Gerstetten – Gerstetten-Kickethau – Gerstetten-Gussenstadt – L 1229 in Gerstetten-Ziegelhütte – Gerstetten-Hochsträßhof – L 1229 in Geislingen an der Steige-Waldhausen – L 1221 in Geislingen an der Steige-Eybach |
| L 1165a | /L 1080 in Essingen – Essingen-Ölmühle – Essingen-Grundelhalde – Essingen-Lauterburg – L 1162 in Essingen-Bartholomä – Essingen-Am Wental – L 1123 in Steinheim am Albuch – L 1163 in Steinheim am Albuch – in Steinheim am Albuch-Sontheim im Stubental – L 1164 in Gerstetten – Altheim (Alb) – L 1232 in Weidenstetten – Holzkirch – Breitingen – L 1170 in Breitingen-Burgholz – L 1239 in Beimerstetten – Jungingen – in Lehr |
| L 1167a | in Sontheim an der Brenz-Brenz an der Brenz – L 1170 in Sontheim an der Brenz-Brenz an der Brenz – – Landesgrenze – (St 1167 in Bayern) |
| L 1168a | L 1164 in Gerstetten-Dettingen am Albuch – Gerstetten-Ziegelei – L 1079 – in Herbrechtingen-Bissingen ob Lontal – Herbrechtingen-Bissingen ob Lontal – Niederstotzingen-Stetten ob Lontal – Niederstotzingen-Untere Steig – L 1170 in Niederstotzingen-Oberstotzingen – L 1170 in Niederstotzingen – (St 1168 in Bayern) |
| L 1170a | in Lonsee-Urspring – L 1229 in Lonsee – L 1243 in Lonsee-Halzhausen – Westerstetten-Taublindermühle – Westerstetten – Westerstetten-Braunberg – L 1165 in Breitingen-Burgholz – Bernstadt-Butzenhöfe – Bernstadt – Langenau-Osterstetten – L 1079 in Langenau-Stuppelau – – L 1171 in Langenau – L 1232 in Langenau – Rammingen – Asselfingen – L 1168 in Niederstotzingen-Oberstotzingen – L 1168 in Niederstotzingen – Sontheim an der Brenz – L 1170 in Sontheim an der Brenz-Brenz an der Brenz |
| L 1171a | L 1170 in Langenau – Landesgrenze – (St 2021 in Bayern) |
| L 1173a | L 1132 in Ötisheim-Bauernhof Gerst/Ötisheim-Seilerbahn – in Mühlacker-Enzberg |
| L 1175a | L 1135 in Wurmberg – Wimsheim – L 1180 in Friolzheim – L 573 – Heimsheim – L 1134 in Heimsheim-Bloßenberg |
| L 1177a | L 1135 – L 1134 – Mönsheim – Weissach-Alter Hof – Weissach-Lärchenhof – Weissach – L 1140 in Ditzingen-Heimerdingen – L 1136 in Ditzingen-Hirschlanden/Ditzingen-Seehansen – L 1136 in Ditzingen-Brühlhof – Ditzingen – L 1137 in Ditzingen-Hülben |
| L 1179a | L 572/L 1182 in Weil der Stadt-Hausen an der Würm – Heimsheim-Halde – L 1134 in Heimsheim-Bloßenberg – L 1180 |
| L 1180a | L 1175 in Friolzheim – L 1134 – L 1179 – Perouse – in Rutesheim-Auf der Steige |
| L 1181a | in Nattheim – Landesgrenze – (St 1181 in Bayern) – Landesgrenze – Nattheim-Fleinheim – L 2033 in Dischingen |
| L 1182a | L 572/L 1179 in Weil der Stadt-Hausen an der Würm – Weil der Stadt-Obere Sägmühle – Weil der Stadt-Heuberg – Weil der Stadt-Riemenmühle – Weil der Stadt-Merklingen – L 343 in Weil der Stadt – (Abzweig zur in Weil der Stadt) – Weil der Stadt-Malersbuckel – L 1189 in Weil der Stadt-Schafhausen – L 1183 in Grafenau-Dätzingen – Grafenau-Burschelberg – Grafenau-Döffingen – Grafenau-Kapellenberg – Sindelfingen-Darmsheim – /L 1183 |
| L 1183a | L 183/L 1189 in Ostelsheim-Neuland – L 1182 in Grafenau-Dätzingen – /L 1182 – Sindelfingen-Mittelpfad – L 1185 in Sindelfingen – L 1185 in Sindelfingen – L 1188 in Sindelfingen – in Sindelfingen |
| L 1184a | in Holzgerlingen – Altdorf – Hildrizhausen – Herrenberg-Alte Steige – in Herrenberg – / in Herrenberg – Herrenberg-Ammermühle – Gäufelden-Nebringen – Gäufelden-Böden – L 1359 – Bondorf-Weildorf – L 1361 in Bondorf – Bondorf-Korngäuhof – – L 356 in Rottenburg am Neckar-Ergenzingen |
| L 1185a | L 1189 – Magstadt-Leimengrube – Sindelfingen-Maichingen – Sindelfingen-Krautgartensiedlung – L 1183 in Sindelfingen-Mittelpfad – L 1183 in Sindelfingen – in Böblingen-Flugfeld/Sindelfingen-Flugfeld – Böblingen-Zimmerschlag – Böblingen-Rauher Kapf – Schönaich – Schönaich-Wolfenmühle – Schönaich-Speidelsmühle – Schönaich-Obere Rauhmühle/Weil im Schönbuch-Obere Rauhmühle – Steinenbronn-Im Aichtal – L 1208 in Waldenbuch – Waldenbuch-Bachenmühle – L 1209 in Waldenbuch-Burkhardtsmühle – Aichtal-Neuenhaus – Aichtal-Aich – Aichtal-Grötzingen – L 1205 in Nürtingen-Oberensingen |
| L 1187a | / in Leonberg-Ramtel – L 1188 in Leonberg-Seehaus – Gerlingen-Glemstal – L 1189 in Stuttgart-Büsnau – in Stuttgart-Pfaffenwald – L 1180 – L 1015 in Stuttgart-Kräherwald |
| L 1188a | L 1187 in Leonberg-Seehaus – L 1189 – L 1183 in Sindelfingen |
| L 1189a | L 183/L 1183 in Ostelsheim-Neuland – L 1182 in Weil der Stadt-Schafhausen – Weil der Stadt-Stubenbergäcker – Magstadt-Mietersheim – – L 1185 – Magstadt – L 1188 – L 1187 in Stuttgart-Büsnau |
| L 1192a | in Stuttgart-Südheim – Stuttgart-Kaltental – L 1205 in Stuttgart-Vaihingen – Stuttgart-Rohr – Leinfelden-Echterdingen-Oberaichen – Leinfelden-Echterdingen-Musberg – Leinfelden-Echterdingen-Leinfelden – L 1208 in Leinfelden-Echterdingen-Echterdingen – L 1208a in Leinfelden-Echterdingen-Echterdingen – – – L 1205 – /L 1016 – L 1209 – /L 1202 in Neuhausen auf den Fildern-Hagenauer Hof – Ostfildern-Wörnizhäuser Mühle – Ostfildern-Nellingen – Esslingen am Neckar-Berkheim – L 1150 in Esslingen am Neckar-Oberesslingen – (Abzweig zur L 1150 in Esslingen am Neckar) – Esslingen am Neckar-Zell – L 1204 in Altbach – L 1201 in Plochingen – L 1250 in Plochingen – L 1201 in Plochingen – L 1151 in Reichenbach an der Fils (Abzweig zur ) – L 1152 in Ebersbach an der Fils – in Uhingen |
| L 1193a | in Stuttgart-Berg – Stuttgart-Bad Cannstatt – Fellbach-Lindle – L 1197 in Fellbach – in Fellbach – Waiblingen-Am Wasserturm – Waiblingen-Rinnenäcker – L 1142 in Waiblingen-Eisental – in Waiblingen-Geheime Mühle – L 1199 in Weinstadt-Endersbach |
| L 1197a | L 1140/L 1142 in Remseck am Neckar-Neckarrems – Fellbach-Tennhof – Fellbach-Oeffingen – Fellbach-Schlüsseläcker – L 1193 in Fellbach – L 1198 in Fellbach |
| L 1198a | L 1199 in Weinstadt-Endersbach – Kernen im Remstal-Rommelshausen – L 1197 in Fellbach – Stuttgart-Luginsland – L 1100 in Stuttgart-Untertürkheim – Stuttgart-Obertürkheim – (Abzweig zur in Stuttgart-Hedelfingen) – Stuttgart-Hedelfingen – Stuttgart-Lederberg – L 1200 in Stuttgart-Heumaden |
| L 1199a | L 1193 in Weinstadt-Endersbach – in Weinstadt-Endersbach – L 1198 in Weinstadt-Endersbach – L 1201 in Weinstadt-Endersbach – Kernen im Remstal-Stetten im Remstal – Esslingen am Neckar-Katzenbühl – Esslingen am Neckar-Wäldenbronn – Esslingen am Neckar-Sankt Bernhardt – L 1150 in Esslingen am Neckar |